# 마르탱 뤼크 위앵
마르탱 뤼크 위앵(Martin Luc Huin, 1836년 10월 20일 ~ 1866년 3월 30일) 또는 위앵 마르티노 루카는 프랑스의 가톨릭 선교사로서 조선의 천주교 박해 때에 순교한 한국 천주교의 103위 성인 중에 한 사람이다. 한국성(姓)은 민(閔)이다.

## 생애

### 출생과 성장
마르탱 뤼크 위앵은 프랑스 오트마른주 랑그르 교구 소속의 기용벨 마을에 있는 한 가정에서 아홉째 막내 아들로 태어났다.그는 보통 뤼크라고 불렸다. 그의 부모는 포도 농사를 짓는 독실한 천주교 신자였다. 그의 아버지는 그의 가문이 대대로 사제를 배출한 것을 자랑스러워 하였다. 위앵의 본당 신부는 그의 사제로서의 소질을 발견하고, 그가 신학교에 들어가기 전부터 그에게 라틴어를 가르쳤다. 1851년에 위앵은 신학대학생이 되었고, 뛰어난 학업 성적을 거두었다. 그는 삶의 수행 또한 철저했다. 그의 유일한 단점은 너무 감성적이라는 것이었다.

### 선교의 열망
위앵은 사제 수업을 받으며, 선교사가 되겠다는 꿈을 품었다. 그는 그의 고향 근처의 대신학교에 입학하여, 많은 선교 주교들로부터 해외 선교에 대한 이야기를 들었다. 선교사가 되고자 하는 그의 열망은 더 커져갔다. 그러나, 그의 집이 화재로 전소되어 그 열망은 조금씩 약해져 갔다. 그의 문제는 가족에게 너무 집착하고 있는 것이었다.
위앵은 1861년 6월 29일에 사제 서품을 받았다. 그는 보좌 신부로서의 업무를 매우 훌륭히 수행하였지만, 선교사가 되겠다는 그의 열망은 사라지지 않았다. 그는 주교에게 편지를 보내 자신이 선교사가 되겠다는 뜻을 밝혔다. 주교는 그것을 허락했지만, 위앵에게 그의 후임이 도착하는 1863년까지 기다려 달라고 말했다.

### 조선 선교
1863년 6월, 위앵 신부는 파리 외방전교회에 입회할 수 있는 자격을 얻었고, 그해 8월에 입회하여 이듬해 1864년 6월에 조선의 선교사로 임명되었다. 1864년 7월 15일 그는 아홉 명의 선교 사제들과 함께 파리를 떠났다. 그와 브르트니에르 신부, 볼리외 신부 그리고 도리 신부는 오랜 시간의 지루하고 험란한 항해 끝에 1865년 5월 27일에 조선의 충청도 내포에 도착하였다. 위앵 신부는 다블뤼 주교와 함께 7월 18일까지 내포에 머물다가 합덕의 세거리로 떠났다. 위앵 신부는 조선의 삶의 방식에 빠르게 익숙해져 갔다. 그는 조선말 또한 빨리 배워 1866년 2월 경부터는 고해성사를 들을 수 있었고, 조선말로 교리를 가르쳤다. 조선의 천주교인들은 그가 있어서 매우 행복해 했다. 위앵 신부는 500회 이상의 고해성사를 들었으며, 약 20 명의 교우들에게 병자성사를 주었고, 몇몇 부부의 혼인성사를 집전하기도 하였다.

### 체포와 순교
1866년 병인년에 박해가 일어나 3월 11일에 다블뤼 주교가 체포되자, 위앵 신부는 오메트르 신부와 함께 자수하여 3월 12일 체포되었다. 3월 19일에 그 세 명의 선교사는 모두 한양의 감옥으로 압송되었다. 위앵 신부는 극심한 심문과 고문을 받은 뒤, 1866년 3월 30일에 다블뤼 주교와 오메트르 신부와 함께 충청도 보령의 갈매못으로 압송되었다. 그날 위앵 신부는 다블뤼 주교와 오메트르 신부, 장주기 요셉 그리고 황석두 루카 등과 함께 참수되었고 군문효수 되었다. 위앵 신부는 순교하기 전에 이렇게 말했다. "제가 죽어서 죄송합니다. 왜냐하면, 그건 제가 아직 젊어서도 아니며 비참하게 죽어서도 아닙니다. 다만, 제 사랑하는 조선 사람들의 구원을 위해 아무것도 할 수 없어서 입니다." 그가 순교하던 때의 나이는 31세였다.

## 시복 · 시성
위앵 마르티노 루카 신부는 1968년 10월 6일에 로마 성 베드로 대성당에서 교황 바오로 6세가 집전한 24위 시복식을 통해 복자 품에 올랐고, 1984년 5월 6일에 서울특별시 여의도에서 한국 천주교 창립 200주년을 기념하여 방한한 교황 요한 바오로 2세가 집전한 미사 중에 이뤄진 103위 시성식을 통해 성인 품에 올랐다.

## 참고 문헌
- 가톨릭 사전: 위앵
- Catholic Bishop's Conference Of Korea. 103 Martryr Saints: 위앵 루카 Lucas Huin 보관됨 2015-02-08 - 웨이백 머신

1. ↑  http://newsaints.faithweb.com/martyrs/Korea1.htm
2. ↑  한국 천주교 절두산 순교성지 성인 유해실
3. ↑  〈103위 성인 (百三位聖人)〉. 《한국 브리태니커 온라인》. 2014년 10월 19일에 원본 문서에서 보존된 문서. 2015년 2월 8일에 확인함.
4. ↑  서화동/박상익, 공동취재단 (2014년 8월 17일). “교황 "순교자 유산, 세계 평화·인간가치 수호에 이바지할 것"”. 한국경제 디지털 신문. 2015년 1월 4일에 확인함.